# Paul Webb
Paul Douglas Webb (Londen, 16 januari 1962) is een Britse muzikant die bekend is als bassist van de band Talk Talk.
Webb leerde op de middelbare school drummer Lee Harris kennen, met wie hij in de band Eskalator speelde. In 1981 gingen ze samen over naar de band Talk Talk. Zijn compositie "Another Word" is het enige nummer van Talk Talk dat niet door Mark Hollis is geschreven.
Webb heeft onder het pseudoniem "Rustin Man" gecomponeerd voor de band .O.rang, bestaand uit Paul Webb en Lee Harris. Samen met Beth Gibbons bracht hij nog het album "Out of Season" uit. 
In 2019 bracht hij het album "Drift Code" uit, gevolgd door "Clockdust" in 2020, beide onder de naam Rustin Man. 
- Bibliothèque nationale de France: cb14449326x (data)
- International Standard Name Identifier: 0000 0000 6657 6572
- Library of Congress Control Number: n2007054083
- MusicBrainz: bbae1d2b-4c8e-4124-9d61-82edb92040bb
- Nationale Bibliotheek van Israël: 987007269876205171
- Système universitaire de documentation: 169832554
- Virtual International Authority File: 38827946
- WorldCat: E39PBJcBYXDG43HXFfythQyGHC